# Luanda (Kenia)
Luanda – miasto w Kenii, w hrabstwie Vihiga. W 2019 liczyło 13,3 tys. mieszkańców.